# John Devitt
 (décembre 2022).
Si vous disposez d'ouvrages ou d'articles de référence ou si vous connaissez des sites web de qualité traitant du thème abordé ici, merci de compléter l'article en donnant les références utiles à sa vérifiabilité et en les liant à la section « Notes et références ».
John Thomas Devitt, né le 4 février 1937 à Granville et mort le 17 août 2023 à Sydney, est un nageur australien spécialiste des épreuves de sprint en nage libre.

## Biographie

### Enfance et études
Ayant grandi à seulement 250 mètres de la piscine olympique de Granville, Devitt a appris à nager dans le cadre du programme Learn to Swim financé par le gouvernement australien. 
Il a d'abord fait ses études à l'école primaire Holy Family, située à l'est de Granville, puis à l'école secondaire Parramatta Marist à Parramatta. Les deux étaient des écoles catholiques romaines, où il a également nagé en compétition pour l'équipe de l'école. Devitt a d'abord été formé par Tom Penny au Clyde Swim Club, basé à la piscine de Granville. À la disparition de ce club en 1947, Devitt devient membre du Manly Swim Club.

## Palmarès

### Jeux olympiques
- Jeux olympiques de 1956 à Melbourne (Australie) :
  -  Médaille d'or au titre du relais 4 × 200 m nage libre.
  -  Médaille d'argent du 100 m nage libre.

- Jeux olympiques de 1960 à Rome (Italie) :
  -  Médaille d'or du 100 m nage libre.
  -  Médaille de bronze au titre du relais 4 × 200 m nage libre.